# Comuna Pogăceaua, Mureș
Pogăceaua (în maghiară: Mezőpagocsa, în germană: Der Kuchen) este o comună în județul Mureș, Transilvania, România, formată din satele Bologaia, Ciulea, Deleni, Fântâna Babii, Pârâu Crucii, Pogăceaua (reședința), Scurta, Sicele, Valea Sânpetrului și Văleni.

## Istoric
Pe teritoriul satului Văleni s-a descoperit o așezare neolitică de cultură neprecizată tip locuire civilă în punctul numit Dealul Belvány atribuindu-i-se codul RAN 118922.01. 
De asemenea s-a mai descoperit o așezare eneolitică de cultură neprecizată tip locuire civilă în punctul numit Pădurea Rotundă atribuindu-i-se codul RAN 118922.03 și un topor eneolitic de cultură neprecizată în punctul numit Țeg (Ceg) în cadrul unei descoperiri izolate atribuindu-i-se codul RAN 118922.02.
Pe teritoriul satului Deleni în partea de sud-est a localității s-a descoperit o așezare de cultură Coțofeni din Epoca Bronzului alături de care s-au descoperit fragmente ceramice și piese litice atribuindu-i-se codul RAN 118860.01.
Conform listei Repertoriului Arheologic Național al comunei Pogăceaua, în componența satului Văleni se află cele mai multe descoperiri arheologice, și anume 3.
Satul Pogăceaua este atestat documentar din anul 1345, Văleni din 1856 iar celelalte sate de la începutul secolului XX.

## Demografie
Componența etnică a comunei Pogăceaua
     Români (76,51%)
     Romi (16,61%)
     Alte etnii (0,95%)
     Necunoscută (5,93%)
Componența confesională a comunei Pogăceaua
     Ortodocși (90,74%)
     Penticostali (1,64%)
     Alte religii (1,64%)
     Necunoscută (5,98%)
Conform recensământului efectuat în 2021, populația comunei Pogăceaua se ridică la 1.890 de locuitori, în scădere față de recensământul anterior din 2011, când fuseseră înregistrați 2.117 locuitori. Majoritatea locuitorilor sunt români (76,51%), cu o minoritate de romi (16,61%), iar pentru 5,93% nu se cunoaște apartenența etnică. Din punct de vedere confesional, majoritatea locuitorilor sunt ortodocși (90,74%), cu o minoritate de penticostali (1,64%), iar pentru 5,98% nu se cunoaște apartenența confesională.

## Politică și administrație
Comuna Pogăceaua este administrată de un primar și un consiliu local compus din 11 consilieri. Primarul, Florin-Cristian Ștefan[*], de la Partidul Social Democrat, este în funcție din octombrie 2020. Începând cu alegerile locale din 2024, consiliul local are următoarea componență pe partide politice:
|  | Partid                          | Consilieri | Componența Consiliului | Componența Consiliului | Componența Consiliului | Componența Consiliului | Componența Consiliului |
|  | ------------------------------- | ---------- | ---------------------- | ---------------------- | ---------------------- | ---------------------- | ---------------------- |
|  | Partidul Social Democrat        | 5          |                        |                        |                        |                        |                        |
|  | Partidul Național Liberal       | 3          |                        |                        |                        |                        |                        |
|  | Uniunea Salvați România         | 1          |                        |                        |                        |                        |                        |
|  | Alianța pentru Unirea Românilor | 1          |                        |                        |                        |                        |                        |
|  | Partidul România Mare           | 1          |                        |                        |                        |                        |                        |